# Долинський район (Одеська область)
Долинський район (Валегоцулівський) — колишній район Балтської округи, АМСРР, Одеської області з центром у Долинському.

## Історія
Утворений 7 березня 1923 як Валегоцулівський район з центром у Валегоцулівці у складі Балтської округи Одеської губернії з Олександрівської і Валегоцулівської волостей.
26 листопада 1924 Балтська округа розформована у зв'язку зі створенням АМСРР, район розформовано та розподілено між АМСРР та Одеською округою — частина району з дев'ятьма південними сільськими радами Святотроїцького району перейшла до Одеської округи. Три населених пункти перейшли до АМСРР.
11 лютого 1935 затверджений у складі АМСРР. До складу району включені: Валегоцулівська I, Валегоцулівська II, Валегоцулівська III, Мардарівська, Вел.-Кочурівська, Вел. Кіндратівська, Кирилівська, Шляхетнянська сільські ради Ананьївського району, і Гамбурівська, Федорівська та Новоселівська сільські ради Бірзульського району.
У 1936 Новоселівська сільська рада перейшла до складу Котовського району.
У серпні 1940 після утворення Молдавської РСР перейшов до Одеської області.
15 грудня 1945 перейменований на Долинський.
Ліквідований у листопаді 1957 — сільські ради Долинська, Мардарівська та Петрівська відійшли до Ананьївського р-ну,
 Качурівська, Федорівська (Федорівка) і Чапаєвська (Чапаєвка) — до Котовського р-ну.

15 січня 1958 року Петрівська сільська рада перейшла до Котовського району.

## Населення
- 1939 — 21 898 (у т.ч. с. Валегоцулове 10 469)